# 惠穆賢妃
惠穆賢妃武氏（11世纪—1107年），北宋妃嫔，宋神宗赵顼的賢妃。
武氏被选入宫，初为御侍，元丰五年（1082年）武氏进封为才人。生神宗的第九子吴王赵佖、贤和公主。历位美人、婕妤。宋神宗的儿子宋徽宗即位，进武氏为昭仪、贤妃。大观元年（1107年）武贤妃卒，谥号惠穆。即惠穆贤妃。

## 史书记载

### 《宋史·卷二百四十三·列传第二》[1]
武贤妃，始以选入宫。元丰五年，进才人。生吴王佖、贤和公主。历美人、婕妤。徽宗即位，进昭仪、贤妃。大观元年薨，乘舆临奠，辍朝三日，谥曰惠穆。

## 延伸阅读
[在维基数据编辑]
 《宋史·卷243》，出自脱脱《宋史》